# Subaqua
Subaqua est le magazine bimestriel français de la Fédération française d'études et de sports sous-marins. C'est un magazine de presse payante grand public, organe de liaison de la fédération.

## Diffusion
Selon l'office de justification de la diffusion, le tirage de la revue est le suivant :
- 2003 : 24 192
- 2004 : 24 783
- 2005 : 24 400
- 2006 : 22 867
- 2008 : 22 058